# NGC 5413
NGC 5413 est une vaste galaxie elliptique relativement éloignée et située dans la constellation du Dragon. Sa vitesse par rapport au fond diffus cosmologique est de 9 671 ± 6 km/s, ce qui correspond à une distance de Hubble de 143 ± 10 Mpc (∼466 millions d'al). NGC 5413 a été découverte par l'astronome britannique John Herschel en 1832.
La galaxie au nord-est de NGC 5413 est PGC 2672913 ou LEDA 2672913. La distance de Hubble de cette galaxie est égale à 140,89 ± 9,86 Mpc (∼460 millions d'al). Il s'agit probablement d'une galaxie compagne de NGC 5413. L'étoile entre les deux galaxies est SAO 16234.

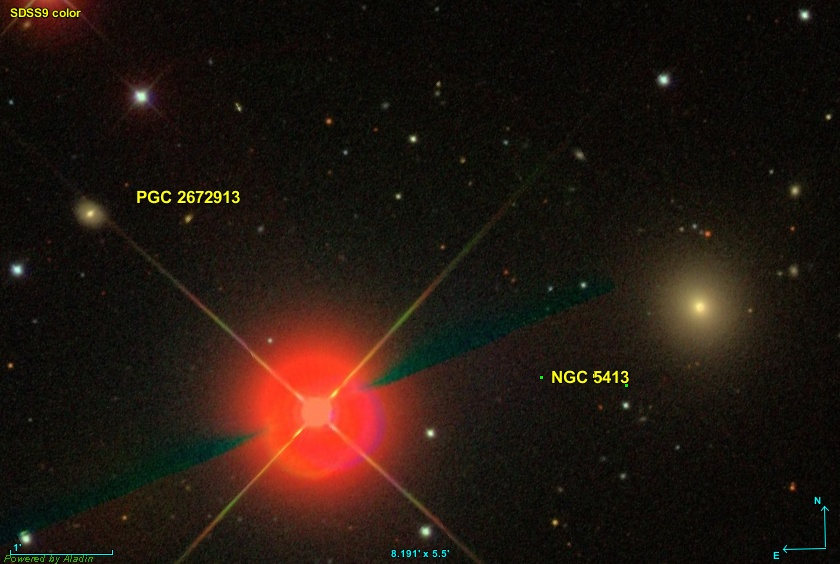
NGC 5413 et PGC 2672913 une paire probablement physique de galaxies.